# パークホームズ浦和仲町
パークホームズ浦和仲町（パークホームズうらわなかまち）は、埼玉県さいたま市浦和区の高層マンションである。浦和東武ホテル跡地に建設された。

## 概要
2008年に閉鎖された浦和東武ホテル跡地を三井不動産が落札し、高層マンションとして分譲した。浦和駅周辺では5番目の高さの建築物となっている。2000年代初頭には駅前再開発などで物件供給が相次いでいたが、リーマンショックなどのあおりを受け大規模物件はコスタ・タワー浦和（240戸）以来となっている。以後シティハウス浦和高砂など浦和駅への湘南新宿ライン停車、上野東京ライン開通の影響を受けて大規模物件が増加している。
週刊住宅新聞社の行っている首都圏優秀マンション表彰においては2013年度郊外・中規模部門の優秀賞を受賞している。

## 周辺
- 埼玉県庁
- 埼玉県警察本部
- 埼玉県県民健康センター
- 埼玉県危機管理防災センター
- さいたま市役所